# Halecium beanii
Halecium beanii is een hydroïdpoliep uit de familie Haleciidae. De poliep komt uit het geslacht Halecium. Halecium beanii werd in 1838 voor het eerst wetenschappelijk beschreven door Johnston.

## Beschrijving
De kolonie vertakt zich onregelmatig in drie dimensies vanaf de basis. De takken zijn fijner dan die van de haringgraat ( H. halecinum) en zijn op tussenafstanden gebogen, alsof de takken zijn gebroken en opnieuw zijn gegroeid. De reproductieve gonothecae zijn kenmerkend van vorm met een of twee hydrothecae die uit de zijkant komen. Goed gegroeide bosjes H. beanii kunnen 70 mm hoog worden, maar typische kolonies zijn ongeveer 50 mm.

## Verspreiding
Deze soort komt vaker voor aan de noordkust van de Britse Eilanden, maar komt voor tot in het zuiden van Plymouth. Het is gehecht aan horizontaal gesteente, stabiele keien en schelpen, in matig sterke getijdenstromen.